# 石田豪
石田 豪（いしだ つよし、1965年11月21日 - ）は、広島県出身の競艇選手。登録番号3273。身長158cm。血液型A型。59期。広島支部所属。妻は競艇選手の小杉志津江。

## 主な優勝歴
- 1996年2月、第39回G1中国地区選手権（宮島競艇場）
- 2005年9月11日、第32回日刊スポーツ杯競走（鳴門競艇場）